# Chiesa di San Vincenzo (Casorzo Monferrato)
La chiesa di San Vincenzo è la parrocchiale di Casorzo Monferrato, in provincia di Asti e diocesi di Casale Monferrato; fa parte dell'unità pastorale Santa Lucia.
Conserva importanti opere d'arte, come ad esempio due pale seicentesche di Guglielmo Caccia.

## Storia
La primitiva chiesa di Casorzo Monferrato era dedicata a San Giorgio e divenne pieve nel 1411; nel frattempo sorse una seconda chiesa, la quale era intitolata a San Vincenzo, anch'essa parrocchiale.
Il 22 ottobre 1434 l'arcivescovo di Vercelli Ibleto Fieschi fuse le due parrocchie, in una sola, con titolo di Santa Maria di Piazza ed avente sede nell'omonima chiesa, la quale, passata nel 1474 alla neoeretta diocesi di Casale Monferrato, fu poi consacrata il 16 febbraio 1480.
Nel 1642 l'edificio subì gravissimi danni provocati dalle truppe spagnole, che il 4 giugno di quell'anno diedero fuoco al campanile e nell'incendio trovò la morte un centinaio di persone; nel 1720 fu commesso un furto all'interno della chiesa da alcuni ladri, che, dopo essere stati catturati, nel 1721 vennero condannati a morte ed impiccati a Casale.
Nel 1730 la chiesa di Santa Maria, dal momento che si era rivelata insufficiente a soddisfare le esigenze della popolazione, venne demolita per far posto alla nuova.
La prima pietra dell'attuale parrocchiale fu posta il 19 maggio 1730; la chiesa, il cui disegno, elaborato da Giacomo Zanetti, venne modificato da Giovanni Pico Pastrone, fu costruita dai capomastri Michele Vanotti e Martino Donati e, dal 1734, pure da Domenico Zanetti riutilizzando i materiali provenienti dall vecchia parrocchiale e dalle soppresse chiese della Trinità, della Madonna del Rosario e dell'oratorio campestre di San Vincenzo.
La struttura venne grosso modo portata a termine nel giugno del 1736, tanto che il 12 agosto successivo il vescovo di Casale Monferrato Pier Gerolamo Caravadossi la consacrò; solo la facciata fu ultimata dal capomastro Carlo Antonio Manfrino nel 1737, anno in cui il campanile venne sopraelevato.
Nel 1829 l'interno dell'edificio fu oggetto d'un restauro, mentre nel 1860 venne realizzato il pavimento; nel 2000 una scossa di terremoto danneggiò la chiesa, la quale dovette pertanto venir restaurata e poté essere riaperta al culto il 20 gennaio 2002.
Nel 2014 il pavimento subì un rifacimento e, con l'occasione, pure la facciata e le coperture furono oggetto di un rimaneggiamento.

## Descrizione

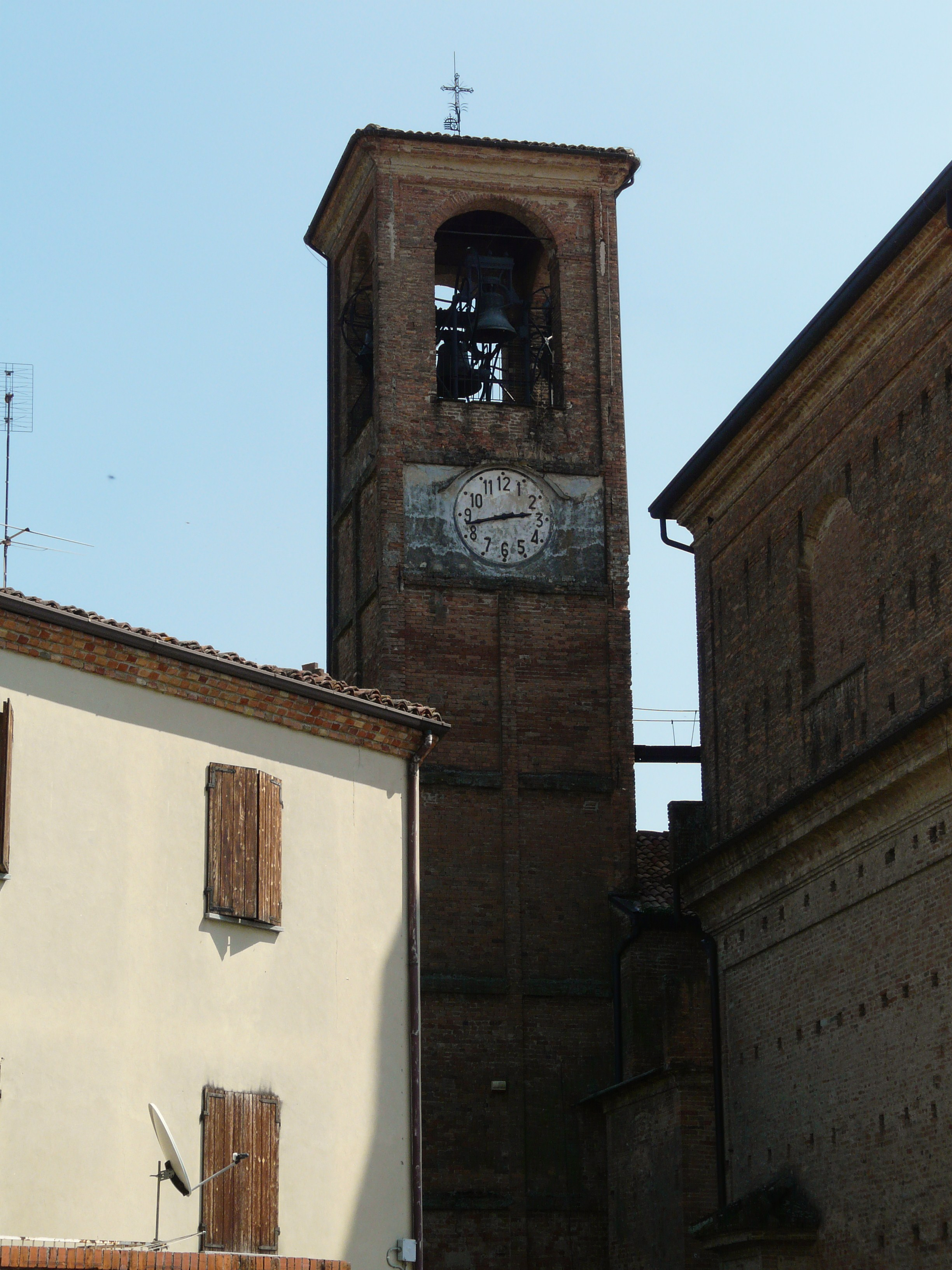
Il campanile

### Facciata
La facciata della chiesa, sulla quale si trova un'iscrizione recitante "COMES POPULUSQUE CASURTII / ILLE SUMPTIBUS HIC DUCTIS A FUNDAMENTIS ERECTUM EXPLEBANT / ANNO MDCCXXXVI", è spartita da una cornice marcapiano in due ordini, entrambi scanditi da paraste; nel registro inferiore si apre il portale d'ingresso, mentre quello superiore, affiancato da due volute di raccordo, è caratterizzato da una finestra, a coronare il tutto è il timpano di forma curvilinea.

### Interno
L'interno si compone d'una sola navata, suddivisa in quattro campate, le cui pareti sono scandite da lesene, sopra le quali si imposta la volta a botte.
Opere di pregio qui conservate sono le due pale della Madonna del Rosario e dell'Intercessione di San Francesco, eseguite da Guglielmo Caccia verso il 1611, le due tele ritraenti l'Immacolata venerata dai Santi Giorgio e Vincenzo Ferreri e Cristo in croce tra la Vergine Addolorata e San Vincenzo, entrambe di fattura settecentesca, il quadro raffigurante la Vergine Maria incoronata col Bambino assieme ai Santi Lorenzo e Vincenzo Ferreri, risalente al 1619, la statua della Beata Vergine del Rosario, intagliata nel 1736 dalla bottega di Anton Maria Maragliano, la tela avente come soggetto la Gloria di San Domenico, realizzata da Giovanni Agostino Ratti nel 1735, la statua della Madonna trafitta da sette spade, la tela di Gesù con la croce e i Santi Carlo e Sebastiano, che risale al XVII secolo, la settecentesca Via Crucis e la statua ritraente Sant'Antonio da Padova col Bambino.